# Spákonufellsborg
Spákonufellsborg är ett berg i republiken Island. Det ligger i regionen Norðurland vestra, 200 km norr om huvudstaden Reykjavík. Toppen på Spákonufellsborg är 639 meter över havet. Spákonufellsborg ingår i Skagastrandarfjöll.
Trakten runt Spákonufellsborg är nära nog obefolkad, med mindre än två invånare per kvadratkilometer. Närmaste större samhälle är Skagaströnd, nära Spákonufellsborg. Trakten runt Spákonufellsborg består i huvudsak av gräsmarker.